# 靈臺郎
靈臺郎又稱五官靈臺郎，為中國古代文官官職名。在清朝之位階約為從七品。五官靈臺郎配置於欽天監，為氣象天文的基層官員編制之一。1910年代，清朝滅亡後，該官職廢除。